# Rhipidia (Rhipidia) uniseriata
Rhipidia (Rhipidia) uniseriata is een tweevleugelige uit de familie steltmuggen (Limoniidae). De soort komt voor in het Palearctisch gebied.